# Man or Muppet
Man or Muppet (en español: Hombre o Muppet) es una canción perteneciente a la película musical de Disney The Muppets (2011) escrita por el cantautor Bret McKenzie. Es interpretada principalmente por los protagonistas de la película, Gary (Jason Segel) y Walter (Peter Linz), pero además por Bill Barretta (como la imagen muñequizada de Gary) y Jim Parsons (como la imagen humana de Walter). Ganó el premio Óscar a la mejor canción original de 2011.

## Contexto
La canción refleja a Gary y Walter preguntándose cuáles son sus verdaderas identidades. En la película, Gary es inconsciente de los deseos de su novia Mary (Amy Adams), pasando demasiado tiempo con los muppets, por lo que Mary decide dejarlo. Al final Gary se declara asimismo Hombre —o más concretamente, un muñeco de un hombre— y se disculpa ante su novia.

## Letra
I reflect on my reflection
 and I ask myself the question
 What's the right direction to go
 I don't know.
 Am I a man or am I a muppet?
 (Am I a muppet?)
 If I'm a muppet then I'm a very manly muppet.
 (a very manly muppet)
 Am I a muppet (muppet) or am I a man? (Am I a man?)
 If I'm a man that makes me a muppet of a man.
 (a muppet of a man)
 I look into these eyes
 and I don't recognize
 The one I see inside.
 It's time for me to decide:
 Am I a man or am I a muppet?
(Am I a muppet?)
 If I'm a muppet, well I'm a very manly muppet.
 (a very manly muppet)
 Am I a muppet (muppet) or am I a man? (Am I a man?)
 If I'm a man that makes me a muppet of a man.
 (a muppet of a man)
 Here I go again
 I'm always running out of time
 I think I've made up my mind
 Now I understand, who I am:
 I'm a Man!
 I'm a Muppet!
 I'm a muppet of a man,
 I'm a very manly muppet!
 I'm a Muppet Man!
 That's what I am.